# Techniques de pointe
Les techniques de pointe, hautes technologies,, ou, abusivement technologies de pointe, aussi connues sous l'anglicisme high-tech (pour high technology), sont des techniques considérées comme les plus avancées à une époque donnée.

## Domaines
Les domaines qui sont communément acceptés comme relevant de la technique de pointe sont : l'aérospatiale, les biotechnologies, les technologies de l'information et de la communication, les nanotechnologies, et la robotique[réf. nécessaire]. Par ailleurs : Architecture high-tech, mouvement architectural des années 1970.